# Audrey Totter
Audrey Mary Totter, ameriška filmska igralka, * 20. december 1917, Joliet, Illinois, ZDA, † 12. december 2013, Woodland Hills, Kalifornija ZDA.

## Življenjepis
Audrey Totter se je rodila in odrasla v kraju Joliet, Illinois. Njen oče je bil John, rojen na Slovenskem kot Janez, mati Ida Mae Totter pa švedskega porekla. Kariero je začela na radiu v Chicagu v poznih tridesetih letih, kjer je nastopala v igrah Painted Dreams, Road of Life, Ma Perkins in Bright Horizons. Po prvih radijskih uspehih je podpisala sedemletno pogodbo s filmskim studiem Metro-Goldwyn-Mayer. Debitirala je v filmu Main Street After Dark iz leta 1945 in se sčasoma uveljavila kot prepoznavna igralka glavnih ženskih vlog. Čeprav je nastopala v različnih vlogah, je najbolj znana po filmih noir.

## Filmografija
- Main Street After Dark (1945)
- Dangerous Partners (1945)
- Bewitched (1945) kot Karen
- The Sailor Takes a Wife (1945)
- The Postman Always Rings Twice (1946) kot Madge Gorland
- The Cockeyed Miracle (1946) kot Jennifer Griggs
- Lady in the Lake (1947) kot Adrienne Fromsett
- The Beginning or the End (1947) kot Jean O'Leary
- The Unsuspected (1947) kot Althea Keane
- High Wall (1947) kot dr. Ann Lorrison
- The Saxon Charm (1948) kot Alma
- Alias Nick Beal (1949) kot Donna Allen
- The Set-Up (1949) kot Julie Thompson
- Any Number Can Play (1949) kot Alice Elcott
- Tension (1950) as ga. Claire Quimby
- Under the Gun (1951) kot Ruth
- The Blue Veil (1951) kot Helen Williams
- FBI Girl (1951) kot Shirley Wayne
- The Sellout (1952) kot Cleo Bethel
- Assignment – Paris! (1952)
- My Pal Gus (1952) kot Joyce
- Woman They Almost Lynched (1953)
- Man in the Dark (1953) kot Peg Benedict
- Cruisin' Down the River (1953) kot Sally Jane
- Mission Over Korea (1953)
- Massacre Canyon (1954) kot Flaxy
- Women's Prison (1955) kot Joan Burton
- A Bullet for Joey (1955) kot Joyce Geary
- The Vanishing American (1955) kot Marion Warner
- Jet Attack (1958) kot Tanya Nikova
- Man or Gun (1958) kot Fran Dare
- The Carpetbaggers (1964) kot prostitutka
- Harlow (1965) kot Marilyn
- Chubasco (1968) kot Theresa
- Medical Center (1969–76) (TV series) kot Eve Wilcox
- The Nativity (1978) (TV) kot Elizabeta
- The Apple Dumpling Gang Rides Again (1979) kot Martha Osten